# Jana Ševčíková
Jana Ševčíková (* 22. dubna 1953, Praha) je česká dokumentaristka. Vystudovala FAMU v Praze, obor režie dokumentární tvorby. Řadu svých projektů zrealizovala s kameramanem Jaromírem Kačerem.
Ve své biografii uvádí, že „už od školy měla problémy se svým nekonjukturálním viděním světa, snažícím se dohlédnout k podstatě věcí“. Má výrazný zájem o etnografii a život v těžkých podmínkách. Její filmy evokují základní otázky lidského bytí, které se dotýkají člověka jako jedince i jako člena společnosti kdekoli na světě.
Už od začátku své kariéry pracuje tvůrkyně nezávisle a realizuje jen projekty, o kterých je přesvědčena, že je „musí natočit“. To vše většinou ve vlastní produkci, což bylo dříve v Československu krajně obtížné. Nyní své filmy, které točí obvykle dva až tři roky, financuje ze Státního fondu ČR pro podporu a rozvoj české kinematografie a Ministerstva kultury. Její tvorba bývá označována za „poetický dokument“ s „intenzivním a křehkým filmovým jazykem“.

## Filmografie
Námět, scénář, režie, produkce či podíl na ní, není-li uvedeno jinak:
- Mučedníci lásky (1966; r. Jan Němec) – herecká role; hrané povídkové podobenství.[3]
- Světské děti (1981) – studentský krátkometrážní snímek o dětech kočovných cirkusáků.[3]
- Tulakona (televizní uvedení: 1986) – hraná romská pohádka.
- Piemule (1984) – absolventský film o životě Čechů v rumunském Banátu, natočila v době totalitního režimu Nikolae Causesca[2]
- Jakub (1992) – ve vlastní produkci realizovala[2] národopisnou a sociologickou studii o Rusínech, žijících v odlehlých rumunských horách a na Tachovsku.[3]
- Starověrci (2001) – středometrážní film o zduchovnělé existenci ruské náboženské menšiny tradicionalistů, kteří si uchovali zvyky a víru předků v odlehlých částech rumunské Dunajské delty.[3]
- Svěcení jara (2002) – dokument uvedený v distribuci jako diptych se středometrážním záznamem workshopu z taneční farmy Mina Tanaky v japonském Hokušu.[3]
- Q&A with Jana Sevcikova and Werner Herzog (USA 2005) – Krátkometrážní film dokumentující rozhovor mezi Janou Ševčíkovou a Wernerem Herzogem.
- Gyumri (2008) – dokument o arménských rodinách zasažených zemětřesením.
- Opři žebřík o nebe (2014) – o práci a životě slovenského faráře Mariána Kuffy.
- Ti, kteří tancují ve tmě (2022) – Černobílá (přesto však „pestrá“) mozaika sledující šestici nevidomých, žijící svůj život naplno. Diváci se setkají s maratoncem Ondrou, cestovatelkou Zuzanou, sedlářem Pavlem, pianistkou Pavlou a párem Lukášem a Cilkou.

## Ocenění
- Cena pro nejlepší filmový debut na MFF v Lille 1982 za film Světské děti.[3]
- Ocenění v maďarském Győru a v rumunském Târgu Mureș (oba 1994) za film Piemule.[4]
- Prix de Jury des Universités a Prix de la Direction régionale des Affaires culturelles d'Alsace na MFF ve Štrasburku (1994) a cenu Filmkaja za nejlepší dokument na MFF ve švédské Uppsale za film Jakub.[4]
- Zvláštní uznání Ekumenické poroty z 50. MFF v Mannheimu a Heidelbergu a Cenu FICC Don Quijote z 42. MFF v Krakově za dokument Starověrci (2001).[5]
- Cena diváků a Cena Kodak na MFDF v Jihlavě 2002 za film Svěcení jara.[3]
- Zvláštní Cena CULT za nejlepší dokumentární film na MFF v Římě (2008) a Cena za nejlepší režii na festivalu Jeden svět (2009) za film Gyumri.[6][7]
- Cena Pavla Kouteckého[8], Cena české filmové kritiky[9] a cena Český lev pro nejlepší dokument za Opři žebřík o nebe[10].
- Cena za přínos světové kinematografii na 25. Mezinárodním festivalu dokumentárních filmů Ji.hlava 2021[11].
- Cena za Nejlepší dokumentární film na Varšavském mezinárodním filmovém festivalu(2022) za film Ti, kteří tancují ve tmě[12].